# Bitwa pod Czarnem
Bitwa pod Czarnem (znana także jako bitwa pod Hamersztynem) – starcie zbrojne, które miało miejsce w dniach 12–17 kwietnia 1627 roku podczas wojny polsko-szwedzkiej (1626–1629).

## Plan Oxenstierny
W końcu stycznia 1627 roku kanclerz królestwa Szwecji Axel Oxenstierna opracował plan dwustronnego ataku na znajdujące się w Prusach Królewskich wojska koronne. W myśl tego planu prowadzący zaciągi w Niemczech pułkownicy Johann Streiff i Maksymilian Teuffel mieli przebić się do Pucka i zaatakować od zachodu wojska polskie stojące pod Czarlinem. W tym samym czasie Oxenstierna miał przeprawić się przez Wisłę i przeprowadzić atak od wschodu.

## Operacje wojsk szwedzkich i polskich na Pomorzu Gdańskim
Realizując plan Oxenstierny, Gustaw Adolf zwerbował w Meklemburgii korpus w sile 1000 jazdy, 1500 piechoty i 8 dział i zamierzał ściągnąć go do Prus Królewskich by zaatakować tyły wojsk koronnych okopanych pod Tczewem i zagradzających głównym siłom szwedzkim drogę na Gdańsk. Hetman polny koronny Stanisław Koniecpolski dowiedział się o tych wojskach dopiero na początku marca, gdy żołnierze ci wkroczyli już na teren neutralnego księstwa pomorskiego. Hetman postanowił zorganizować obronę z obu stron - na linii od Lęborka do Człuchowa przed nadchodzącymi z zachodu Teufflem i Streiffem oraz na linii Wisły przez Oxenstierną. Wojska, które stały w Czarlinie przesunął na bardziej dogodne do obrony pozycje koło Starogardu i Skarszew. W starych okopach pod Tczewem zostało 8 chorągwi jazdy, którymi dowodził pułkownik Paweł Czarniecki (brat Stefana Czarnieckiego). Tworząc obustronnie ruchliwą obronę hetman osłonił się od zachodu i jednocześnie mógł bronić linii Wisły do momentu wylewu wiosennego, który powodował, że rzeka była przez dłuższy okres nie do przebycia.

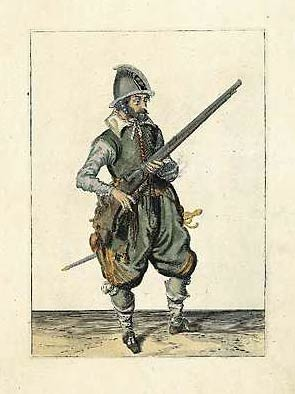
Muszkieter, pocz. XVII w.

Świeżo zaciągnięte oddziały szwedzkie dowodzone przez Streiffa i Teufla przeszły przez ziemie Księstwa Pomorskiego i 19 marca stanęły w Szczecinku, niedaleko granicy z Polską. Koniecpolski osłonił granicę 17 chorągwiami jazdy ustawionej w dwóch rzutach w dziewięciu punktach spodziewanego wtargnięcia Szwedów do Polski. Tym sposobem zablokowano wszystkie drogi prowadzące w głąb Prus Królewskich. W pierwszej linii znalazła się jazda kozacka, natomiast w drugiej linii – husaria i rajtaria. Ponieważ trasa przemarszu nieprzyjaciela nie była znana, więc jazda umieszczona w każdym z punktów oporu w momencie pojawienia się wojsk szwedzkich miała za zadanie związać przeciwnika walką do momentu nadciągnięcia pozostałych chorągwi i stojących w Starogardzie odwodów.
Gdy 20 marca Wisła wylała, znajdujące się w Malborku i Elblągu oddziały szwedzkie zostały odcięte i można było teraz uderzyć na przybyły z Meklemburgii korpus z użyciem piechoty (3000 żołnierzy). Zagrożone atakiem Koniecpolskiego wojska szwedzkie zrezygnowały z marszu na Tczew i ruszyły na Puck, gdzie zamierzali bronić się pod osłoną twierdzy. Pod Białoborem 23 marca szwedzkie wojska wpadły na polską osłonę, która odparła ich ataki. Wówczas Szwedzi ruszyli na Słupsk, by od tej strony ruszyć do Pucka. W międzyczasie 24 marca Koniecpolski wziął ze sobą piechotę (3000 żołnierzy i kilkanaście dział) i ruszył na Puck, który już od dłuższego czasu blokowany był przez wojska koronne. Przybycie Koniecpolskiego, ciężkich dział z Gdańska oraz pojawienie się polskiej eskadry liczącej 7 okrętów załamało Szwedów, którzy 2 kwietnia skapitulowali. W tym czasie wojska Streiffa i Teuffela ruszyły ze Słupska 7 kwietnia, ale podczas kolejnej próby wtargnięcia do Polski natknęli się na polską osłonę pod Bożepolem. Gdy doszła do nich wieść o kapitulacji Pucka, wycofali się z powrotem za Słupię. Stamtąd rozpoczęli marsz na Czarne, chcąc dostać się przez Człuchów do Gniewa, a tam przebić się do Malborka. By nie tracić czasu żołnierze szwedzcy porzucili tabory z żywnością i amunicją oraz dwa ciężkie działa, natomiast piechota dosiadła zrabowanych koni.
Hetman przystąpił do pościgu w dwóch grupach. Grupa skoncentrowana pod Bożepolem miała iść śladem Szwedów, natomiast sam Koniecpolski wraz z piechotą i dragonią zamierzał iść na Lębork i Bytów by zagrodzić Szwedom drogę pod Miastkiem. Jednak Szwedzi 9 kwietnia niespodziewanie łatwo złamali chorągwie lisowczyków pod Miastkiem i 10 kwietnia zajęli Czarne. Koniecpolski ruszył więc z samą tylko jazdą (1 200 żołnierzy) na Koczałę i Chojnice, zajął 11 kwietnia Człuchów i ponownie zagrodził Szwedom drogę w głąb Polski. Gdy 11 kwietnia Szwedzi próbowali przedostać się do Wielkopolski przez Debrzno, natrafili na twardy opór polskiej załogi. Walka trwała aż do nadejścia hetmana. Po przybyciu Koniecpolskiego żołnierze szwedzcy okopali się, zamierzając bronić się do momentu nadejścia odsieczy. Złożone z najemników niemieckich wojska szwedzkie utworzyły pierścień prowizorycznych umocnień z palisadą pochyloną w kierunku atakujących.

## Bitwa

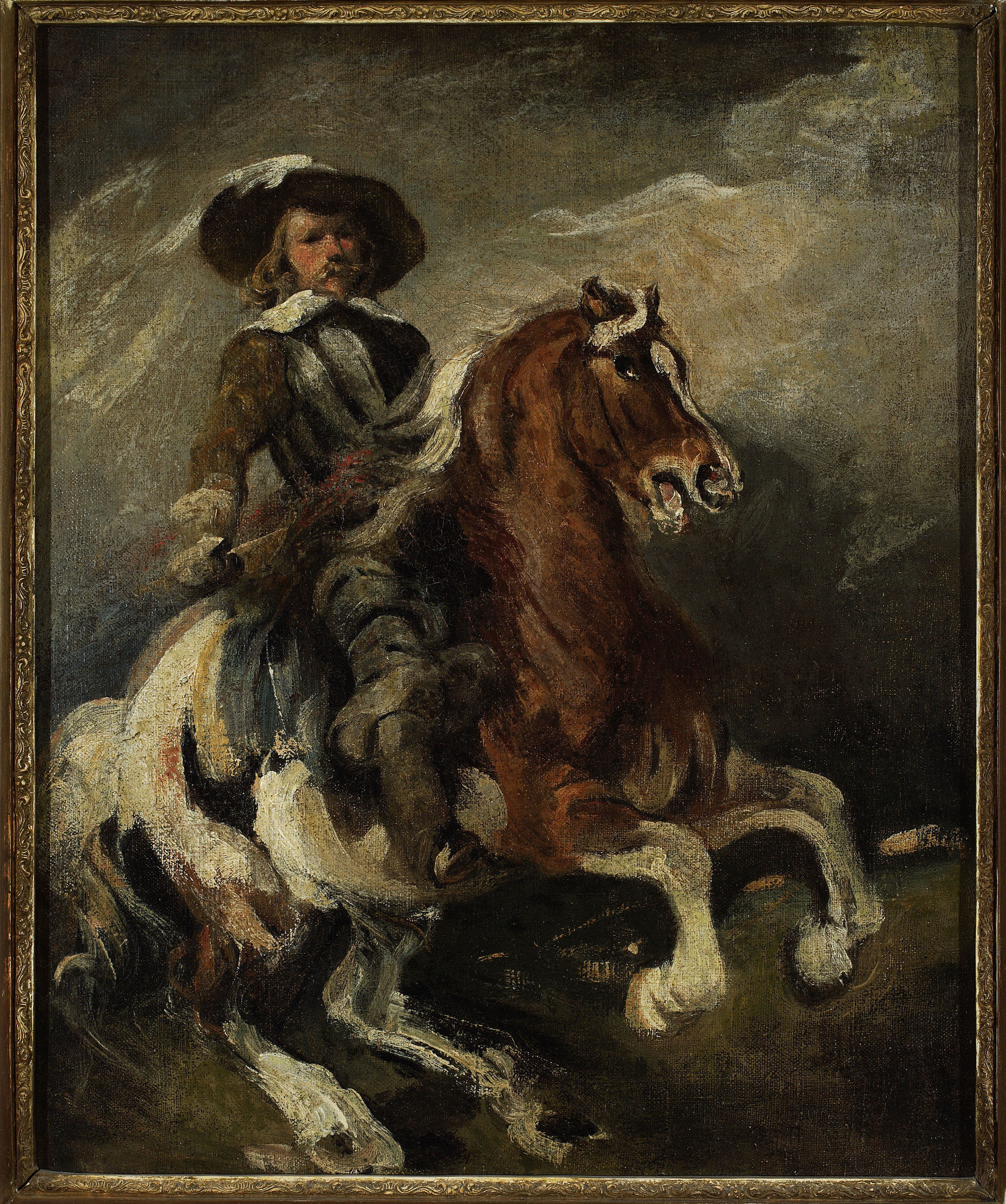
Piotr Michałowski, Rajtar

Ponieważ najdogodniejsze do natarcia były przedmieścia i ogrody, tamtędy próbował 12 kwietnia uderzać dowodzący awangardą wojsk Koniecpolskiego pułkownik Mikołaj Moczarski. W południe przybyły główne siły z hetmanem, który natychmiast rzucił swe wojska do ataku. Wymiana ognia trwała do wieczora i zakończyła się odparciem polskiego natarcia. Gdy nie udało się zdobyć Czarnego z marszu, hetman zdecydował się na regularne oblężenie, ściągając pod Czarne wszystkie dostępne na Pomorzu oddziały.
Do 14 kwietnia Koniecpolski zgromadził pod Czarnem wszystkie siły i nocą na 15 kwietnia rozkazał swym żołnierzom wybudowanie szańca przy bramie skierowanej na Szczecinek. Szaniec obsadzony został 500 muszkieterami i 8 działami. O świcie jazda polska wykonała pozorowany atak, po czym udała, że została pobita i rzuciła się do ucieczki. Zachęceni powodzeniem Szwedzi dali się oszukać i ruszyli do kontrataku. Ogień umieszczonych na szańcu dział i muszkieterów zadał Szwedom tak ciężkie straty, że ci 16 kwietnia aresztowali swych pułkowników i podjęli rozmowy dotyczące kapitulacji, którą ostatecznie podpisali 17 kwietnia.

## Kapitulacja
Z opisu hetmana Koniecpolskiego wynika, że szwedzkie kompanie maszerowały przed polską armię koronną ze zwiniętymi sztandarami, po czym po kolei chorąży z każdej kompanii zbliżał się do hetmana. Jako pierwsi 13 swoich chorągwi złożyli rajtarzy. Chorąży zsiadał z konia, zdjąwszy kapelusz kłaniał się siedzącemu na koniu hetmanowi Koniecpolskiemu, po czym rozwijał sztandar i składał go na ziemi. Wielu żołnierzy szwedzkich musiało być tym bardzo poruszonych, gdyż niektórzy byli z tych 13 chorążych, którzy oddawaiąc chorągwie swoie pod nogi J.M.Pana Hetmana, od żalu y wstydu, oczy łzami zalewali. Po rajtarach przyszła kolej na piechurów, którzy także złożyli swoje 13 chorągwi Koniecpolskiemu.
Na podstawie zawartej umowy służąca u Szwedów piechota niemiecka wcielona została do armii polskiej, natomiast rajtaria po oddaniu broni złożyła przysięgę, że nie będzie walczyć przeciwko Rzeczypospolitej. Oprócz dowódców w ręce polskie przekazano działa, amunicję i zrabowane przez Szwedów dobra. Koniecpolski zgodził się, by rajtarzy zachowali broń osobistą (rapiery, pistolety i bandolety). Żołnierze polscy byli wzburzeni warunkami umowy, gdyż mieli nadzieję szturmem wziąć obóz szwedzki i odebrać Szwedom wszystkie łupy. Po opuszczeniu obozu w Czarnem 18 kwietnia na służbę w armii polskiej przeszło 800 piechoty i 500 rajtarii. Tylko 250 rajtarów dochowało wierności Szwedom - tych odeskortowano do granicy z księstwem pomorskim. Na terenach księstwa chłopi za dokonywane przez wojska szwedzkie rabunki wywarli na nich zemstę. Książę Bogusław XIV nakazał oszczędzić tych, którzy przysięgli, że nie brali udziału w rabunkach. Po kapitulacji wojsk szwedzkich pod Czarnem wojska koronne, by osłonić linię Wisły, ruszyły na Człuchów i Chojnice.

## Znaczenie bitwy
Działania wojsk koronnych, które znalazły swój epilog pod Czarnem, były przykładem skuteczności ruchomej ochrony rozległego obszaru prowadzonej przez stosunkowo nieliczną jazdę. Ponadto zwycięstwo to miało duże znaczenie polityczne, gdyż pod jego wrażeniem elektor brandenburski Jerzy Wilhelm opowiedział się po stronie Rzeczypospolitej, a Litwa wznowiła działania wojenne w Inflantach. Usunięcie wojsk szwedzkich z zachodniego brzegu Wisły sprawiło, że Gustaw Adolf musiał się wyrzec marzeń o szybkim wygraniu wojny.

## Pomnik
Bitwa pod Czarnem upamiętniona została pomnikiem - granitowym głazem koło wsi Nadziejewo, na którym bitwę upamiętniono napisami w językach niemieckim i szwedzkim.